# Західно-Японський металургійний комбінат
Західно-Японський металургійний комбінат (яп. JFEスチール西日本製鉄所) — металургійний комбінат японської металургійної компанії JFE Holdings, що розташований у Західній Японії. Утворений 1 квітня 2003 року шляхом об'єднання двох металургійних комбінатів — «Мідзусіма» компанії Kawasaki steel у місті Курасікі і «Фукуяма» компанії Nippon Kokan у місті Фукуяма.

## Історія
Будівництво комбінату «Мідзусіма» компанії Kawasaki Steel було розпочате 1961 року. 1967 року було задуто першу доменну піч, розпочато роботу сталеплавильного і листопрокатного цехів. На той час комбінат виплавляв 2 млн т сталі на рік. Комбінат розширювався і станом на 1973 рік на ньому працювало 4 доменних печі та 6 кисневих конверторів. 1984 року побудовано першу установку безперервного розливання сталі. У 2002 році на комбінаті працювало 3 доменних печі, річне виробництво сталі, за даними компанії JFE Holdings, становило 8,55 млн т.
Комбінат «Фукуяма» компанії Ніппон кокан було засновано 1965 року. Першу доменну піч задуто 1966 року, другу — 1968 року. До 1973 року кількість доменних печей зросла до 5, а сталеплавильних цехів було 3. 1974 року на комбінаті було виплавлено 13,4 млн т сталі. 2003 року продуктивність комбінату, за даними компанії JFE Holdings, становила 10 млн т сталі на рік.
1 квітня 2003 року комбінати було об'єднано в одне підприємство, а компанії Kawasaki Steel і «Ніппон-кокан» було об'єднано в одну компанію — JFE Holdings.